# Bodo Ebhardt

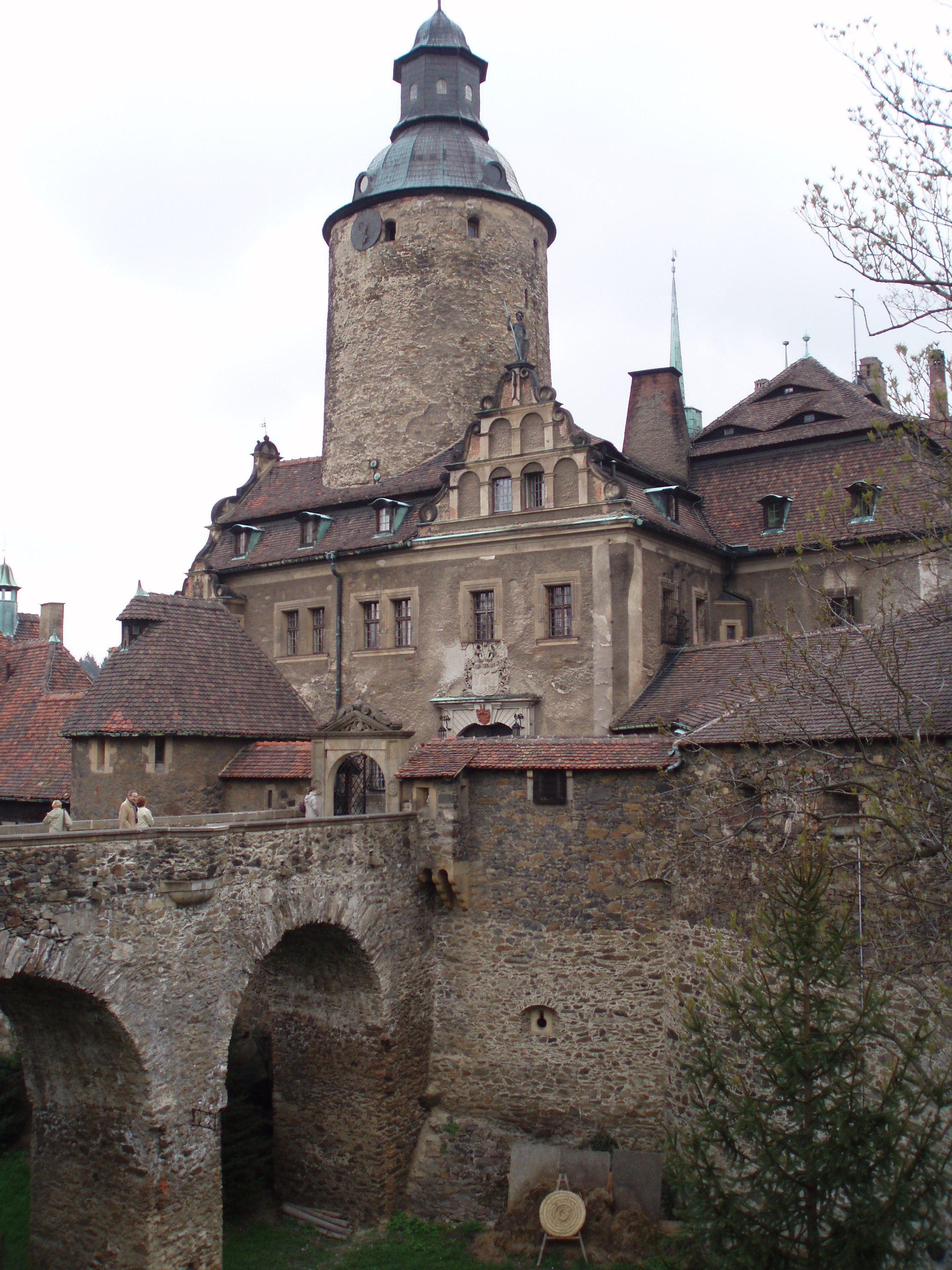
Zámek Czocha

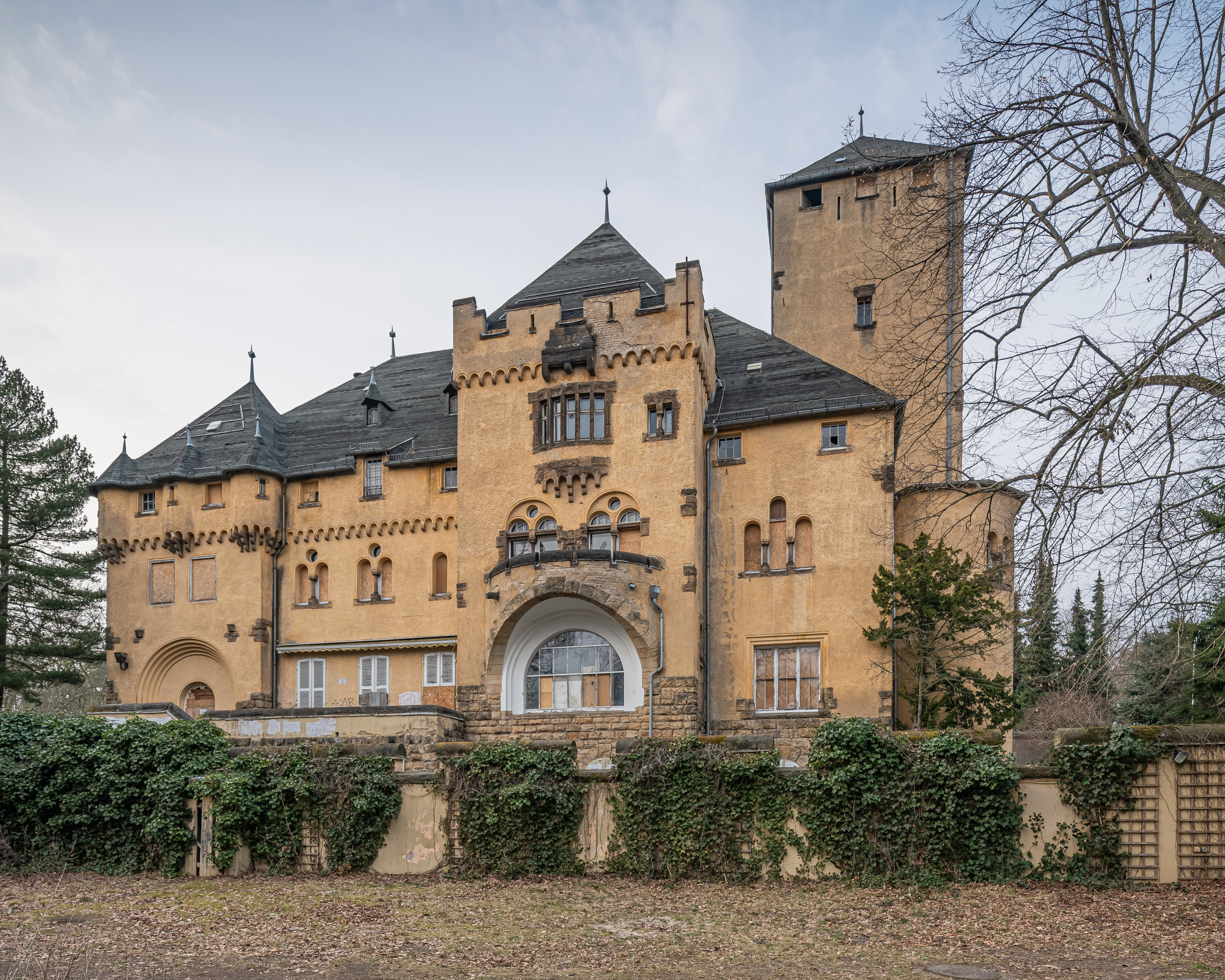
Hakeburg

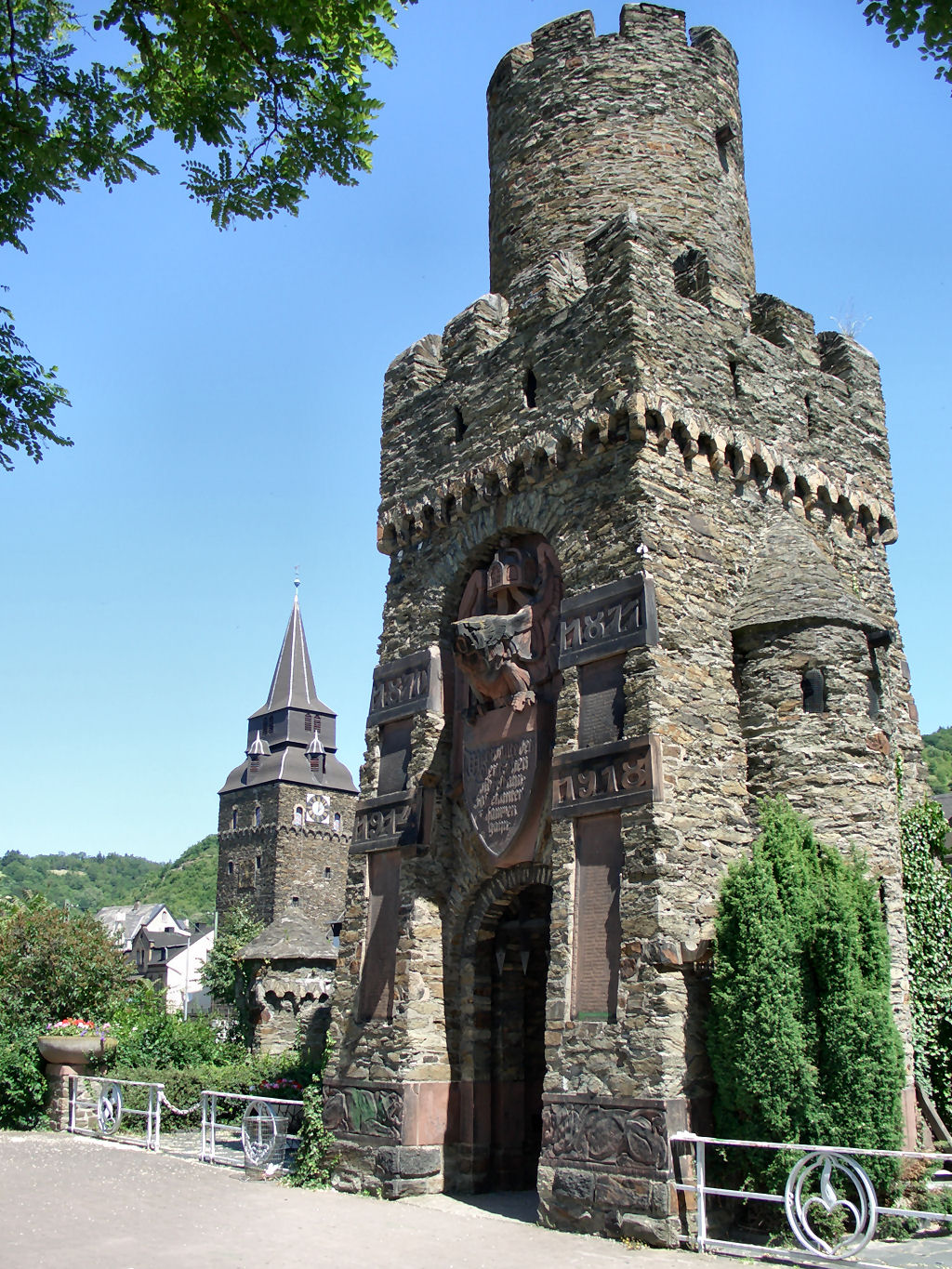
Braubach nad Rýnem, Památník padlých vojáků v letech 1870/71 a v první světové válce

Bodo Heinrich Justus Ebhardt (5. leden 1865 Brémy – 13. únor 1945 zámek Магksburg) byl německý architekt a restaurátor. Zakladatel a dlouholetý prezident Spolku pro zachování německých hradů (něm. Vereinigung zur Erhaltung deutscher Burgen) – od roku 1953 ve Společnosti hradů v Německu (něm. Deutsche Burgenvereinigung, DBV).

## Životopis
Jeho otec měl továrnu na nábytek v Brémách. Základní školu absolvoval v Sankt Goarshausen, kde jej okouzlily zámky. Vystudoval obchodní školu v Brémách a Magdeburku. Zavrhl povolání obchodníka a studoval dál, zapsal se na vysokou školu architektonickou při berlínském muzeu uměleckého řemesla – Kunstgewerbemuseum u Alexandra Schütza, a pak u Ernsta von Ihne. Rychle začal nezávislou architektonickou činnost – design v historickém stylu, například v neorenesančním stylu (zámek Hakeburg v Kleinmachnow pod Berlínem, 1903), později klasickém (rekonstrukce dvorního divadla v Dеtmold, 1913–1915).
V roce 1899 založil Spolek pro zachování německých hradů (něm. Vereinigung zur Erhaltung deutscher Burgen) – od roku 1953 Společnost hradů v Německu (něm. Deutsche Burgenvereinigung, DBV). Ve stejném roce začal vydávat časopis o architektuře a rekonstrukcích zámků "Burgwart". Jako badatel hradů a restaurátor získal přátelství císaře Viléma II., který často navštěvoval dům Ebhardta a účastnil se jeho přednášek. V letech 1899–1908 na pokyn císaře Ebhardt provedl rekonstrukci zámku Hohkönigsburg nedaleko Orschwiller v Alsasku. V roce 1901 císař poslal Ebhardta na studijní cesty po Rakousku, Švýcarsku a jižním Německu, za účelem sestavení skic tamějších hradů a zámků. Za své zásluhy v oblasti výzkumu fortifikační architektury a rekonstrukcí zámků v Německu získal titul profesora a tajného dvorního stavebního rady (něm. Geheimer Hofbaurat); byl mu udělen titul Architekt německého císařství a pruského království Wilhelma II (něm. Architekt des Deutschen Kaisers und Königs von Preußen Vilém II).

## Činnost
Ebhardt obnovil a restauroval mnoho zámků v Německu a Polsku (v zemích, které v té době patřily k Německu). Mimo jiné zámky Grodziec (1906–1908), Czocha (1909–1914), Grodno, Тоszеk (1927) a Bytów (1930-1937). Práce na hradě Czocha provedl ve velkolepém stylu. Tam, kde měl v úmyslu postavit architektonický prvek, stavěl makety ve skutečné velikosti, aby viděl, jak bude vypadat. Byl také autorem projektů přehrady na Kwisie a rekonstrukce hradu Niedzica.
Byl autorem mnoha publikací na téma hrady a zámky v Evropě. Jeho studie o středověké fortifikační architektuře byly zveřejněny v nedokončené dlouholeté práci Der Wehrbau Europas im Mittelalter. Byl přesvědčen, že zničeným architektonickým památkám může pomoci pouze jejich úplné obnovení do stavu jejich největšího rozkvětu. Při restaurátorské práci kladl důraz na co nejvěrnější zachování (rekonstrukci) objektu v jeho původním stylu (slohu).

## Ocenění
- 1940 – medaile Goetheho v oblasti umění a vědy (něm. Goethemedaille für Kunst und Wissenschaft)